# Paha
Paha (del finès; en català: dolent) és un esperit demoníac de la mitologia finesa. És un seguidor de Lempo, el déu de la malícia. Quan Väinämöinen lluitava contra els dimonis, Paha, juntament amb Hiisi, van fer que Väinämöinen es lesionés amb la seva pròpia destral.